# 娄山关南站
娄山关南站，位于中华人民共和国贵州省遵义市汇川区泗渡镇娄山关风景区，是渝贵铁路上的火车站，于2018年1月25日开通启用，由成都铁路局管辖。

## 车站结构
| 地上一层 | 侧式站台 | 侧式站台                                                                         |
| 地上一层 | 2站台    | 渝贵铁路 往贵阳方向（遵义）                                                      |
| 地上一层 | 通过线   | 渝贵铁路下行列车通过线                                                           |
| 地上一层 | 通过线   | 渝贵铁路上行列车通过线                                                           |
| 地上一层 | 1站台    | 渝贵铁路 往重庆西方向（桐梓东）                                                  |
| 地上一层 | 侧式站台 |                                                                                  |
| 地上一层 | 候车室   | 售票处、自动售票机、验票闸门、等候区 出入口、服务台、接送区、商店 洗手间、育婴室 |
| 地面     | 联外区   | 站前广场、公交站                                                                 |
| 地下一层 | 地道     | 进站、出站地道                                                                   |

## 歷史
- 2018年1月25日开通启用。

## 外部連結
- 中国铁路客户服务中心（页面存档备份，存于）